# Hučanské
Hučanské – potok, prawy dopływ rzeki Hron na Słowacji. Jest ciekiem 3 rzędu o długości 6,8 km. Ma kilka źródłowych cieków na południowych zboczach Niżnych Tatr, na odcinku od Wielkiej Wapienicy (Veľká Vápenica, 1669 m) po szczyt Andrejcová (1520 m). Najwyżej położony z nich wypływa na wysokości około 1470 m pod przełęczą Priehybka. Cieki te stopniowo łączą się z sobą i od wysokości około 720 m potok spływa jednym już korytem w kierunku południowym, wypływa na bezleśne obszary Kotliny Helpiańskiej, przepływa pod  drogą krajową nr 66 oraz linią kolejową 172 Banská Bystrica – Červená Skala i na wysokości około 650 m uchodzi do Hronu.
Górna część zlewni potoku to porośnięte lasem stoki Niżnych Tatr, dolna to pola uprawne miejscowości Heľpa.

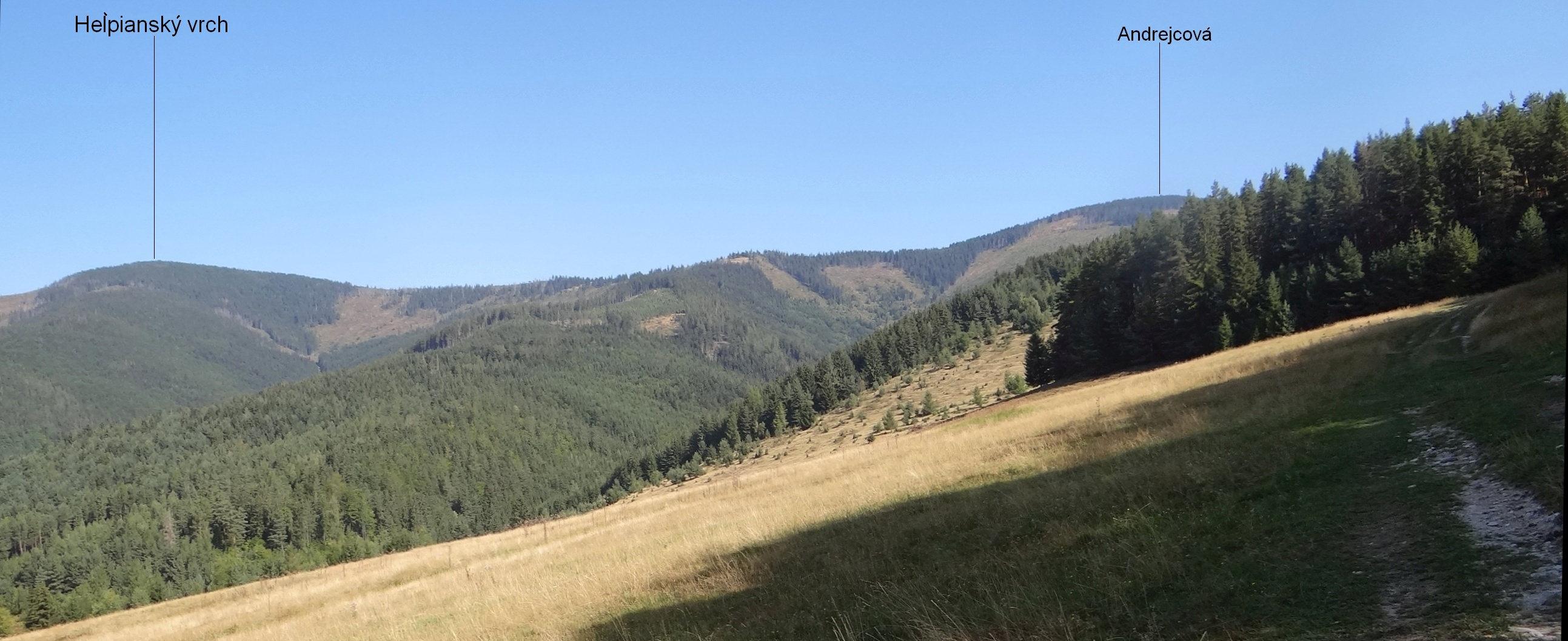
Doliny w górnej części źródłowych cieków potoku Hučanské